# Songbird (software)
 For alternative betydninger, se Songbird. (Se også artikler, som begynder med Songbird)
Songbird er en fri software multimedieafspiller og web browser der udvikles som open source af Pioneers of the Inevitable (som er folk der tidligere har arbejdet med winamp og Yahoo! Music Engine). 
Den er udviklet på Mozillas XULRunner platform og er i stand til at køre på både Microsoft Windows, Apple Mac OS X, Solaris og Linux. Den bruger GStreamer media framework som mediekerne.
| Software | Spire Denne artikel om software og programmering er en spire som bør udbygges. Du er velkommen til at hjælpe Wikipedia ved at udvide den. |